# Нито звук
„Нито звук“ (на английски: A Quiet Place) е американски научнофантастичен филм на ужасите, режисиран от Джон Кразински, в който участват той и съпругата му Емили Блънт. В него се разказва за семейство, което трябва да живее в тишина, докато се крие от извънземни, които нападат всичко, издаващо звук.
На 20 март 2020 г. ще излезе продължението „Нито звук 2“.

## Заснемане
Снимачният период на филма се състои между май и ноември 2017 г. в Дъчис и Ълстър.